# Ruta D024 (Paraguay)
La Ruta Departamental 024, abreviado D024, es una carretera de Paraguay (actualmente de tierra) que une Virgen de Fátima (Ruta PY12) con Mayor Pablo Lagerenza (Ruta PY14). Su extensión es de 421 kilómetros, y pasa por los departamentos de Boquerón y Alto Paraguay.

## Localidades
Las localidades más importantes por donde pasa esta ruta son:
| Kilómetro | Localidad                                       | Departamento  | Empalme     |
| --------- | ----------------------------------------------- | ------------- | ----------- |
| 0         | Virgen de Fátima (Cerca de Fortín General Díaz) | Boquerón      | PY12        |
| 70        | Desvío a Virgen del Rosario                     | Boquerón      |             |
| 75        | Desvío a Pirizal                                | Boquerón      |             |
| 100       | Cruce Línea 11 (Desvío a Neuland)               | Boquerón      | D091        |
| 130       | Campo Loa                                       | Boquerón      |             |
| 180       | Mariscal Estigarribia                           | Boquerón      | PY09 y PY15 |
| 291       | Fortín Teniente Américo Picco                   | Boquerón      | D092        |
| 366       | Fortín Capitán Ceferino Vega Gaona              | Alto Paraguay | D094        |
| 421       | Mayor Pablo Lagerenza                           | Alto Paraguay | PY14        |

## Largo
| Departamento  | km  |  |  |
|               |     |  |  |
| Boquerón      | 358 |  |  |
| Alto Paraguay | 63  |  |  |
| Total         | 421 |  |  |